# باتريك أموري
باتريك أموري (بالإنجليزية: Patrick Amory)‏ هو مؤرخ أمريكي، ولد في 10 يوليو 1965 في نيويورك في الولايات المتحدة.

## وصلات خارجية
- باتريك أموري على موقع ديسكوغز (الإنجليزية)